# ボンゴシ
ボンゴシ (ドゥアラ語: bongo̱si; 学名: Lophira alata) は、オクナ科の広葉樹。カメルーンを中心として、西アフリカの広範囲に分布する。別名はガーナおよびコートジボワールの現地語の一つンゼマ語に由来するアソベ（azobé）など。

## 分布
ガンビア、ギニアビサウ、ギニア、シエラレオネ、リベリア、コートジボワール、ガーナ、ベナン、ナイジェリア、カメルーン、赤道ギニア、ガボン、コンゴ共和国、コンゴ民主共和国（旧ザイール）、ウガンダ、スーダン（南スーダン含む）、中央アフリカ共和国、チャドに分布する。

## 生態
ガーナでは常緑林および湿潤落葉林に見られ、群生することが多い。
ウガンダではさほど多くはないものの、降雨量の多い草原や森林地にアカテツ科のシアーバターノキと共に生えている場合が極めて多く、5-6月に実が裂ける。

## 特徴
樹高60メートル以下の大高木であり、樹幹は通直、円柱形で径1メートル、低い板根を伴うこともある。樹皮は赤錆色あるいは灰黒色で深く裂け、ぼろぼろと剥がれ落ちる。コルクのような感じの場合もある。
葉は単葉で全縁、長楕円形で凹頭、楔脚、革質、濃緑色であるが新芽は赤色（一見すると花と見紛うほどのもの）で、枝端に束生する。長さは大抵の場合30センチメートルである。側面の葉脈が数多く見られ、平行で中肋まで曲がっている。葉縁は波状で、基部は細く茎まで約2センチメートルである。
花は大きな頂生の頭状花が樹冠全体に見られ、芳香があり、それぞれ幅2.5センチメートル、5つの不揃いな花弁と5つの萼片を持ち、中央には数多くの黄色い雄蕊（雄しべ）が見られる。円錐花序である。
果実は蒴果で準木質、円錐形で、不揃いな大きさの2翼を持つ。長さは3センチメートルで一方の萼片は10センチメートル、もう一方のものは6センチメートルで、蒴果が落下する際に散布を助ける役割を担う。蒴果が裂けて出てくる種子は卵形で茶色く、1-5センチメートルである。

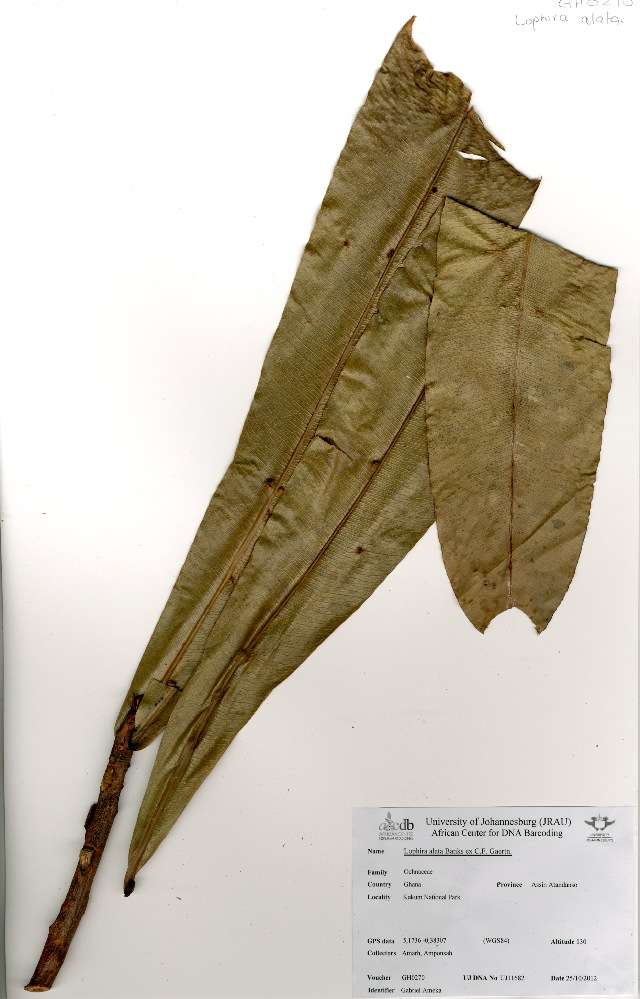
ガーナで採取されたボンゴシの葉の標本。

## 利用

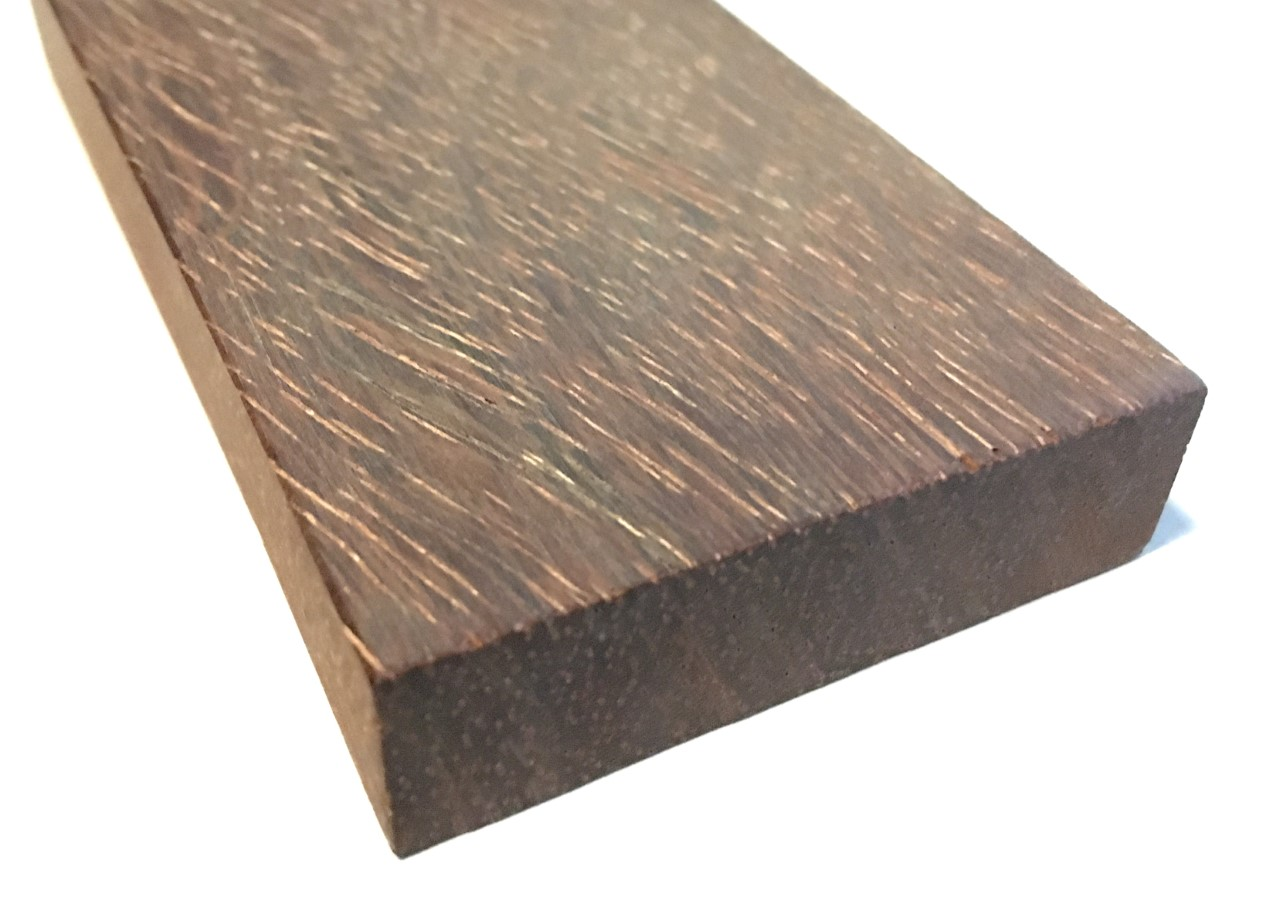
ボンゴシ材

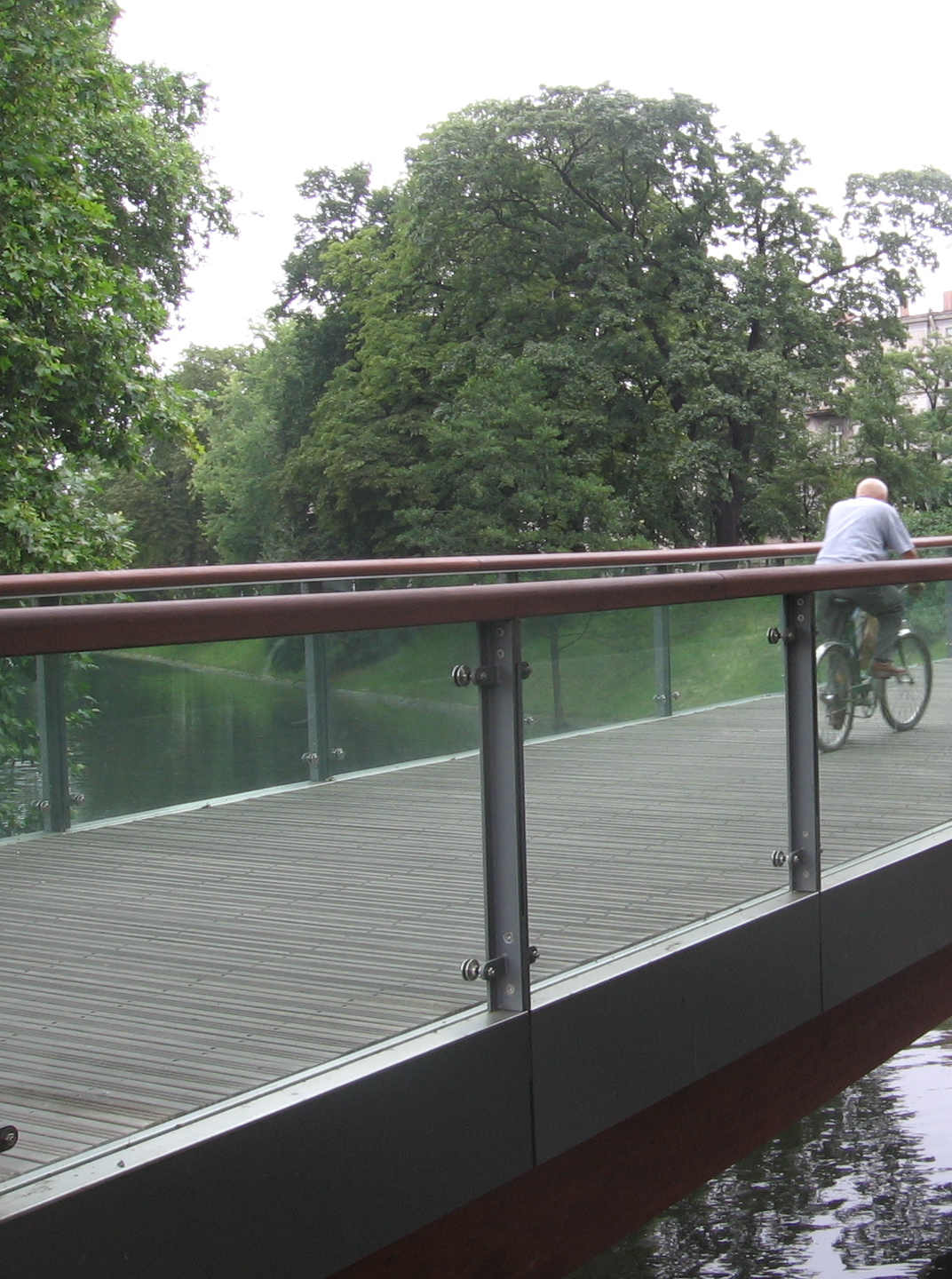
本種の木材で舗装された橋

木材としては、チョコレート色（濃褐色）をした外観、気乾比重は1.00と大きく（水に沈む）、他の木材と比較して硬く腐食に強いといった特徴がある。ただし、無加工であれば色彩は退色し、ねじれは大きいといった木材利用のデメリットがある。
ヨーロッパでは、工場や倉庫の床材など荷重を考慮しなければならない部位の建築材に用いられる。日本では、1990年代以降、ガーデンテラスやウッドデッキ、木橋の素材として重用されることが増えてきたが、腐食に強いことが前面に出るためメンテナンスフリーと誤解されてトラブルとなる事例がある。

## 諸言語における呼称
一部言語名は『言語学大辞典』(三省堂) や『世界民族言語地図』(R.E.アシャー、クリストファー・モーズレイ 編、土田滋、福井勝義 日本語版監修、福井正子 訳、東洋書林、2000年) を参照。
- 英語: red ironwood、meni oil tree[7]

シエラレオネ:
- 言語名不明: hendui[5]

コートジボワール:
- アチェ語（Attié）: nokué[4]
- アベイ語（Abé）: oué oué[4]
- エブリエ語（Ebrié）: atoué [4]
- クランゴ語（Kulango）: wara、blégo[11]
- クルー語（Krou）: oua ouo[4]
- グロ語（Gouro, Guro）: wéya、koya iri[11]
- セヌフォ語: schoma、choumo[11]
  - タグバナ語（Tagbana, Tagouana, Tagwana; セヌフォ語の下位分類）: sion[11]
- ハウサ語: namidjin kadé、midjinkadé[11]
- バウレ語: guẽ yasua[7]
- マリンケ語: mana[11]

ガーナ:
- アカン語:〔アサンテ方言〕kaku、kyirebente、kyirafunti[7]
- アニ語: esɔre;〔アオウィン方言〕asɔre[7]
- ワサ語（Wasa; 別名: Wassaw）: kaku、azobe、kyere、pone[7]
- ンゼマ語: asɔre;〔アクシム（英語版）〕azɔbe[7]

ナイジェリア:
- イジョ語: kuru[12]
- イツェキリ語（Itsekiri）: eleba[12]
- イボ語: akufo、aba[12]
- ウロボ語（Urhobo）: ovben ren-ren[12]
- エド語: eba[12]
- エフィク語: enwan[12]
- ボキ語（Bok(y)i）: kabaniko[12]
- ヨルバ語: ekki[12]

カメルーン:
- エウォンド語: okoka[13]
- ドゥアラ語: bongo̱si /bònɡɔ̀sí/[14] - フランス語資料では bongossi と綴られている場合がある[13]。
- バカ語（Baka）: ngokélé;〔果実〕ngoka[13]
- バギエリ語（Bagiele; 別名: Gyele）: lekwa[13]
- バクエリ語（Bakweri、Bakueri; 別名: Mokpwe）: djomgi[13]
- バサ語: hos[13]
- ファン語（別名: Pahouin）: akoga[13]、okoa[15]
- ブル語: okoa[13]
- ボキ語: kabeneko[13]
- Bakoko語[注 1]: ekoka, lihos[15]
- Oroko語（別名: Bakundu）: boko[13]

赤道ギニア:
- 言語名不明: akoga[5]

ガボン:
- ヴァラマ語（Varama; 別名: Barama、Bavarama）: ngówu[16]
- ヴィヤ語（Viya; 別名: Eviya、Ivéa）: okoka[16]
- ヴィリ語（Vili; 別名: Ibhili）: ngowè[16]
- ヴング語（Vungu; 別名: Vumbu）: ngówu[16]
- ケレ語（Kélé）: békoka, okoka[16]
- コタ語（Kota）: ikoka[16]
- シラ語（Shira; 別名: Eshira）: ngówu[16]
- セケ語: ukókó[16]
- ツォゴ語（Tsogo; 別名: Mitsogo）: okoka, ndjidi[16]
- ドゥマ語（Duma; 別名: Adouma、Badouma）: likoga[16]
- ピンジ語（Pinji; 別名: Apindji）: okoka, ndjidi[16]
- ヒンバ語（Himba; 別名: Simba）: okoka[16]
- ファン語: akoga[16] - Galley のファン語辞書によれば単数形は ôkôgha で、akôgha は複数形[17]。
- プヌ語（Punu）: ngówu[16]
- ベンガ語: bokoka[16]
- ボヴェ語（Pove; 別名: Bubi、Vove）: okuka[18]、mokoka[16]
- ミエネ語: 〔ガルワ方言、ロンゴ方言、ンコミ方言、ンポングウェ方言〕nkonga[16]
- ルンブ語（Lumbu; 別名: Baloumbou）: ngówu[16]
- ングビ語（Ngubi; 別名: Ngove、Ngowé）: kunga[16]

コンゴ共和国:
- アクワ語（Akwa）: mukwele[19]
- エンイェーレ語（Enyélé）: mukwele[19]
- コヨ語（Koyo）: okukwere, okwere[19]
- バクウェレ語（Bakwele; 別名: Bekwil）: ekouak[19]
- バビンガのことば[注 2]: ngoka[19]
- ボンギリ語（Bongili）: mukwele, mokoule, onguka;〔Bokiba〕goka[19]
- ムボシ語（Mbosi）: okukwere, okwere[19]
- Bonjo語: mukwele[19]
- Songo語[注 3]: ngolo[19]

コンゴ民主共和国:
- マムブ語（Mamvu）: aya[20]
- イティンビリ川（Itimbiri）流域: lifuku[20]
- Kundu[注 4]: bokole, bonkole, monkole[20]

ウガンダ:
- アチョリ語: otlug[8]
- マディ語（Ma'di）: liku[8]
- ルオ語: oteng[8]
- ルグバラ語: iku[8]

## ボンゴシ属
ボンゴシ属（Lophira Banks ex C.F.Gaertn.）はボンゴシと Lophira lanceolata Tiegh. ex Keay の2種からなる属である。L. lanceolata は熱帯アフリカ西部からウガンダ北部にかけて分布するが、採取された標本がボンゴシと誤同定されるほど紛らわしい場合がある。